# Macskajáték
Macskajáték é um filme de drama húngaro de 1972 dirigido por Károly Makk. 
Traduzido em inglês como Cats' Play, foi indicado ao Oscar de melhor filme estrangeiro na edição de 1973, representando a Hungria.

## Elenco
- Margit Dajka - Orbánné, Erzsi
- Ildikó Piros - Orbánné lánykorában
- Elma Bulla - Giza
- Éva Dombrádi - Giza lánykorában
- Mari Törőcsik - Maid
- Margit Makay - Paula
- Samu Balázs - Csermlényi Viktor
- Gyöngyi Bürös - Ilus
- Attila Tyll - Józsi
- Sári Kürthy - Viktor anyja
- Tibor Szilágyi - Iskolaigazgató
- Erzsi Orsolya - Házmesterné